# Université agricole et technique d'État de Caroline du Nord
L'université agricole et technique d'État de Caroline du Nord (North Carolina Agricultural and Technical State University) est une université publique située à Greensboro, en Caroline du Nord, aux États-Unis.
Les Aggies de North Carolina A&T sont l'équipe sportive de l'université.

## Personnalités liées à l'université

### Étudiants
- Michael S. Regan